# 玛莎·伊丽莎白·波拉克
玛莎·伊丽莎白·波拉克（1958年8月27日—），美国计算机学家。自2017年4月至今任康奈尔大学校长一职，此前曾作为密歇根大学学术事务行政部门副主席及教务长，其研究专业为人工智能，并在自动规划和调度、自然语言处理、以及模式识别领域有所贡献。

## 平生
波拉克本科于1979年毕业于达特茅斯学院语言学，此后于宾夕法尼亚大学拿到硕士与博士学位，并在邦尼·韦伯（Bonnie Weber）和芭芭拉·格罗斯（Barbara J. Grosz）的共同指导下于1986年完成了哲学博士学位。波拉克于1985-1992在斯坦福研究室（SRI International）工作，于1991-2000教职于匹兹堡大学，并于2000年以后教职于密歇根大学。其于2007年成为密歇根大学信息学院院长，于2010年升为副教务长，并于2013年升为教务长。此外，波拉克还是1997年国际人工智能联合会议程序委员会主席、2001年-2005年《人工智能研究报刊》（Journal of Artificial Intelligence Research）主编、以及2009年-2010年人工智能促进协会主席。
波拉克是1991年IJCAI计算机与思想奖的获得者。其于1996年加入人工智能促进协会、于2012年加入计算机协会和美国科学促进会。
2016年11月14日，康奈尔大学董事会宣布其全体一致推选波拉克作为康奈尔的第14任校长，自2017年4月17日就职。波拉克的就职典礼发生在2017年8月25日。